# Omphale versicolor
Omphale versicolor är en stekelart som först beskrevs av Christian Gottfried Daniel Nees von Esenbeck 1834.  Omphale versicolor ingår i släktet Omphale och familjen finglanssteklar. Arten är reproducerande i Sverige. Inga underarter finns listade i Catalogue of Life.